# Tournoi de tennis d'Ilkley
L'Ilkley Trophy est un tournoi international de tennis masculin du circuit professionnel Challenger et féminin du circuit professionnel ITF. Il a lieu tous les ans au mois de juin à Ilkley, au Royaume-Uni. Il a été créé en 2015 et se joue sur gazon en extérieur. C'est également l'un des tournois du circuit secondaire les plus relevés de l'année en Challenger, car il permet au gagnant d'obtenir une invitation pour disputer Wimbledon.

## Palmarès messieurs

### Simple
| Année | Dotation                               | Vainqueur                              | Finaliste                              | Score                                  |                                        |
| ----- | -------------------------------------- | -------------------------------------- | -------------------------------------- | -------------------------------------- | -------------------------------------- |
| 2015  | 42 500 €                               | Denis Kudla                            | Matthew Ebden                          | 6-3, 6-4                               | Tableau                                |
| 2016  | 42 500 €                               | Lu Yen-hsun                            | Vincent Millot                         | 7-64, 6-2                              | Tableau                                |
| 2017  | 127 000 €                              | Márton Fucsovics                       | Alex Bolt                              | 6-1, 6-4                               | Tableau                                |
| 2018  | 127 000 €                              | Serhiy Stakhovsky                      | Oscar Otte                             | 6-4, 6-4                               | Tableau                                |
| 2019  | 137 560 €                              | Dominik Köpfer                         | Dennis Novak                           | 3-6, 6-3, 7-65                         | Tableau                                |
| 2020  | Édition annulée (pandémie de Covid-19) | Édition annulée (pandémie de Covid-19) | Édition annulée (pandémie de Covid-19) | Édition annulée (pandémie de Covid-19) | Édition annulée (pandémie de Covid-19) |
| 2021  | Édition délocalisée à Nottingham       | Édition délocalisée à Nottingham       | Édition délocalisée à Nottingham       | Édition délocalisée à Nottingham       | Édition délocalisée à Nottingham       |
| 2022  | 134 920 €                              | Zizou Bergs                            | Jack Sock                              | 7-67, 2-6, 7-66                        | Tableau                                |
| 2023  | 145 000 €                              | Jason Kubler                           | Sebastian Ofner                        | 6-4, 6-4                               | Tableau                                |
| 2024  | 148 625 €                              | David Goffin                           | Harold Mayot                           | 6-4, 6-2                               | Tableau                                |

### Double
| Année | Dotation            | Vainqueurs                             | Finalistes                             | Score               |                     |
| ----- | ------------------- | -------------------------------------- | -------------------------------------- | ------------------- | ------------------- |
| 2015  | 42 500 €            | Marcus Daniell Marcelo Demoliner       | Ken Skupski Neal Skupski               | 7-63, 6-4           | Tableau             |
| 2016  | 42 500 €            | Wesley Koolhof Matwé Middelkoop        | Marcelo Demoliner Aisam-Ul-Haq Qureshi | 7-65, 0-6, [10-8]   | Tableau             |
| 2017  | 127 000 €           | Leander Paes Adil Shamasdin            | Brydan Klein Joe Salisbury             | 2-6, 6-2, [10-8]    | Tableau             |
| 2018  | 127 000 €           | Austin Krajicek Jeevan Nedunchezhiyan  | Kevin Krawietz Andreas Mies            | 6-3, 6-3            | Tableau             |
| 2019  | 137 560 €           | Santiago González Aisam-Ul-Haq Qureshi | Marcus Daniell Leander Paes            | 6-3, 6-4            | Tableau             |
| 2020  | Édition annulée     | Édition annulée                        | Édition annulée                        | Édition annulée     | Édition annulée     |
| 2021  | Édition délocalisée | Édition délocalisée                    | Édition délocalisée                    | Édition délocalisée | Édition délocalisée |
| 2022  | 134 920 €           | Julian Cash Henry Patten               | Ramkumar Ramanathan John-Patrick Smith | 7-5, 6-4            | Tableau             |
| 2023  | 145 000 €           | Gonzalo Escobar Aleksandr Nedovyesov   | Robert Galloway John-Patrick Smith     | 2-6, 7-5, [11-9]    | Tableau             |
| 2024  | 148 625 €           | Evan King Reese Stalder                | Christian Harrison Fabrice Martin      | 6-3, 3-6, [10-6]    | Tableau             |

## Palmarès dames

### Simple
| Année | Dotation                               | Vainqueure                             | Finaliste                              | Score                                  |                                        |
| ----- | -------------------------------------- | -------------------------------------- | -------------------------------------- | -------------------------------------- | -------------------------------------- |
| 2015  | 50 000 $                               | Anna-Lena Friedsam                     | Magda Linette                          | 5-7, 6-3, 6-1                          |                                        |
| 2016  | 50 000 $                               | Evgeniya Rodina                        | Rebecca Šramková                       | 6-4, 6-4                               |                                        |
| 2017  | 100 000 $                              | Magdaléna Rybáriková                   | Alison Van Uytvanck                    | 7-5, 7-63                              |                                        |
| 2018  | 100 000 $                              | Tereza Smitková                        | Dayana Yastremska                      | 7-62, 3-6, 7-64                        |                                        |
| 2019  | 100 000 $                              | Monica Niculescu                       | Tímea Babos                            | 6-2, 4-6, 6-3                          |                                        |
| 2020  | Édition annulée (pandémie de Covid-19) | Édition annulée (pandémie de Covid-19) | Édition annulée (pandémie de Covid-19) | Édition annulée (pandémie de Covid-19) | Édition annulée (pandémie de Covid-19) |
| 2021  | Édition délocalisée à Nottingham       | Édition délocalisée à Nottingham       | Édition délocalisée à Nottingham       | Édition délocalisée à Nottingham       | Édition délocalisée à Nottingham       |
| 2022  | 100 000 $                              | Dalma Gálfi                            | Jodie Burrage                          | 7-5, 4-6, 6-3                          |                                        |
| 2023  | 100 000 $                              | Mirjam Björklund                       | Emma Navarro                           | 6-4, 7-5                               |                                        |

### En simple WTA 125
| No | Date       | Nom et lieu du tournoi    | Catégorie | Dotation  | Surface      | Vainqueure | Finaliste      | Score    |         |
| -- | ---------- | ------------------------- | --------- | --------- | ------------ | ---------- | -------------- | -------- | ------- |
| 1  | 09-06-2025 | Lexus Ilkley Open, Ilkley | WTA 125   | 115 000 $ | Gazon (ext.) | Iva Jovic  | Rebecca Marino | 6-1, 6-3 | Tableau |

### Double
| Année | Dotation            | Vainqueures                       | Finalistes                          | Score               |                     |
| ----- | ------------------- | --------------------------------- | ----------------------------------- | ------------------- | ------------------- |
| 2015  | 50 000 $            | Raluca Olaru Xu Yifan             | An-Sophie Mestach Demi Schuurs      | 6-3, 6-4            |                     |
| 2016  | 50 000 $            | Yang Zhaoxuan Zhang Kai-Lin       | An-Sophie Mestach Storm Sanders     | 6-3, 7-65           |                     |
| 2017  | 100 000 $           | Anna Blinkova Alla Kudryavtseva   | Paula Kania Maryna Zanevska         | 6-1, 6-4            |                     |
| 2018  | 100 000 $           | Asia Muhammad Maria Sanchez       | Natela Dzalamidze Galina Voskoboeva | 4-6, 6-3, [10-1]    |                     |
| 2019  | 100 000 $           | Beatriz Haddad Maia Luisa Stefani | Ellen Perez Arina Rodionova         | 6-4, 65-7, [10-4]   |                     |
| 2020  | Édition annulée     | Édition annulée                   | Édition annulée                     | Édition annulée     | Édition annulée     |
| 2021  | Édition délocalisée | Édition délocalisée               | Édition délocalisée                 | Édition délocalisée | Édition délocalisée |
| 2022  | 100 000 $           | Lizette Cabrera Jang Su-jeong     | Naiktha Bains Maia Lumsden          | 67-7, 6-0, [11-9]   |                     |
| 2023  | 100 000 $           | Nao Hibino Natalija Stevanović    | Maja Chwalińska Jesika Malečková    | 7-610, 7-65         |                     |

### En double WTA 125
| No | Date       | Nom et lieu du tournoi   | Catégorie | Dotation  | Surface      | Vainqueures                      | Finalistes                    | Score    |         |
| -- | ---------- | ------------------------ | --------- | --------- | ------------ | -------------------------------- | ----------------------------- | -------- | ------- |
| 1  | 09-06-2025 | Lexus Ilkley Open Ilkley | WTA 125   | 115 000 $ | Gazon (ext.) | Isabelle Haverlag Simona Waltert | Vitalia Diatchenko Eden Silva | 6-1, 6-1 | Tableau |